# Christian Tabash
Christian Tabash (Alexandria, 14 de maio de 1999) é um remador estadunidense.

## Carreira
Tabash se identifica como palestino. Ele estudou na Gonzaga College High School e na Universidade Harvard, onde se formou em governo. Em 2018, trabalhou como assistente de pesquisa de Noura Erakat. Ele é fluente em francês e crioulo haitiano.
Ele ganhou a medalha de prata no oito no Campeonato Mundial de Remo Júnior de 2017 e o bronze no quatro com timoneiro no Campeonato Mundial de Remo Sub-23 de 2021. Enquanto fazia cursos de pós-graduação na Universidade da Califórnia em Berkeley, Tabash era membro da equipe de remo da universidade.
Nos Jogos Olímpicos de Verão de 2024, em Paris, conquistou a medalha de bronze na competição do oito com masculino ao lado de Henry Hollingsworth, Nicholas Rusher, Clark Dean, Christopher Carlson, Peter Chatain, Evan Olson, Pieter Quinton e Rielly Milne, com um tempo de 5:25.28.